# Corrida dos Campeões de Nurburgring de 1984
A Corrida dos Campeões de Nürburgring de 1984, (nome original: 1984 Nürburgring Race of Champions), também conhecida por Nürburgring Champions Mercedes-Benz Cup ou ainda 1984 Mercedes 190 Nürburgring Race foi uma corrida promocional de carros de rua, com pilotos da Fórmula 1 guiando carros de turismo idênticos ("Mercedes-Benz 190 E 2.3-16"), que ocorreu no dia 12 de Maio de 1984 no Circuito de Nürburgring.
O evento, que foi transmitido ao vivo pela televisão alemã, foi em comemoração à inauguração do então novo Circuito de Nürburgring.

## O Evento

O novo formato do circuito, usado no evento, com 4.542m.

Para comemorar a inauguração do novo Circuito de Nürburgring, eventos promocionais compuseram a programação do fim de semana de meados de maio de 1984. No domingo, 12 de maio de 1984, as atrações, entre outras, foram:
- Voltas de demonstração de Juan Manuel Fangio, com um pequeno carro dos anos 20.
- Hermann Lang, um dos pilotos de fábrica da Mercedes nos anos 30, com um Flecha de Prata W154.
- Uma corrida de carros de rua.

### Corrida de Carros de Rua
Para promover seu novo carro (Mercedes-Benz 190 E 2.3-16, com o famoso motor de quatro cilindros preparado pela inglesa Cosworth), a Mercedes-Benz organizou uma corrida amistosa com diversos pilotos de F-1 de várias gerações e outros pilotos convidados.
Entre os pilotos convidados estavam Stirling Moss, Jack Brabham, John Surtees e Phil Hill. Campeões mundiais veteranos como Alan Jones, Denny Hulme, Keke Rosberg, Niki Lauda, Jody Scheckter e James Hunt também foram escalados. Para completar o grid de vinte carros, foram convidados os pilotos Jacques Laffite, Carlos Reutemann, John Watson, Alain Prost, Elio de Angelis, Klaus Ludwig, Udo Schultz, Hans Herrmann e Manfred Schurti. Emerson Fittipaldi também foi convidado pela organização, mas não pode comparecer em função dos treinos para as 500 Milhas de Indianápolis que disputaria naquele ano, sendo que, para o seu lugar, foi chamado um jovem brasileiro que acabara de estrear na F-1, Ayrton Senna.

### Pilotos
Dos 21 pilotos, 9 eram campeões da F-1, e mais 2 o seriam mais tarde (Senna e Prost). (Carro: Mercedes 190 E 2,3-16)
| Nu. | Piloto            | Currículo | Idade no evento             |
| --- | ----------------- | --- | --------------------------- |
| 1   | Sir Stirling Moss | Conhecido por ser "um dos melhores pilotos de todos os tempos a nunca ganhar um título mundial de automobilismo".        | 54 anos, 7 meses e 26 dias  |
| 2   | Jack Brabham      | Campeão da Fórmula 1 em 1959, 1960 e 1966.                                                                               | 58 anos, 1 mês e 10 dias    |
| 3   | Keke Rosberg      | Campeão da Fórmula 1 em 1982.                                                                                            | 35 anos, 5 meses e 7 dias   |
| 4   | Carlos Reutemann  | Vice-campeão da Fórmula 1 em 1982.                                                                                       | 42 anos e 1 mês             |
| 5   | Alain Prost       | Ainda não era campeão da F-1. Seria tetracampeão mais tarde nos anos de 1985, 1986, 1989 e 1993.                         | 29 anos, 2 meses e 19 dias  |
| 6   | Manfred Schurti   | Piloto convidado. | 42 anos, 4 meses e 20 dias  |
| 7   | Jacques Laffite   | Competiu na Formula 1 de 1974 a 1986.                                                                                    | 40 anos, 5 meses e 22 dias  |
| 8   | Hans Herrmann     | Piloto convidado. | 56 anos, 2 meses e 20 dias  |
| 9   | John Watson       | Competiu na Formula 1 de 1973 a 1985.                                                                                    | 38 anos e 9 dias            |
| 10  | Alan Jones        | Campeão da Fórmula 1 em 1980.                                                                                            | 37 anos, 6 meses e 11 dias  |
| 11  | Ayrton Senna      | Ainda era um piloto novato na F-1 apesar de promissor. Tornar-se-ia tricampeão mais tarde nos anos de 1988, 1990 e 1991. | 24 anos, 1 mês e 22 dias    |
| 12  | Klaus Ludwig      | Piloto convidado. | 34 anos, 7 meses e 8 dias   |
| 14  | Phil Hill         | Campeão da Fórmula 1 em 1961.                                                                                            | 57 anos e 23 dias           |
| 15  | James Hunt        | Campeão da Fórmula 1 em 1976.                                                                                            | 36 anos, 8 meses e 14 dias  |
| 16  | Denny Hulme       | Campeão da Fórmula 1 em 1967.                                                                                            | 47 anos, 10 meses e 25 dias |
| 17  | John Surtees      | Campeão da Fórmula 1 em 1964.                                                                                            | 50 anos, 3 meses e 1 dia    |
| 18  | Niki Lauda        | Campeão da Fórmula 1 em 1975 e 1977, conquistaria mais um campeonato no de 1984.                                         | 35 anos, 2 meses e 21 dias  |
| 19  | Jody Scheckter    | Campeão da Fórmula 1 em 1979.                                                                                            | 34 anos, 3 meses e 14 dias  |
| 20  | Elio De Angelis   | Competiu na Formula 1 de 1979 a 1986.                                                                                    | 26 anos, 1 mês e 17 dias    |
| 21  | Udo Schütz        | Piloto convidado. | 47 anos, 4 meses e 2 dias   |

### Treino Classificatório
Nos treinos para a corrida dos 190E, os mais jovens mostraram-se rápidos, a pista molhada dificultava um pouco, o traçado era novidade para todos. Ao final dos treinos, o francês Alain Prost foi o mais rápido, com Ayrton Senna em segundo. O francês Jacques Laffite atrasou-se para o evento e perdeu os treinos.

### Classificação Final[2]
| Pos. | Nu. | Piloto            | Voltas | Tempo     | Velocidade Média (Km/h) | Diferença p/ o 1o | Volta Mais Rápida (Tempo) | Volta Mais Rápida (Km/h) | Volta Mais Rápida |
| ---- | --- | ----------------- | ------ | --------- | ----------------------- | ----------------- | ------------------------- | ------------------------ | ----------------- |
| 1º   | 11  | Ayrton Senna      | 12     | 26'57.780 | 121.286                 | -                 | 2'13.540                  | 122.444                  | 7                 |
| 2º   | 18  | Niki Lauda        | 12     | 26'59.160 | 121.182                 | + 1.380           | 2'13.840                  | 122.169                  | 4                 |
| 3º   | 4   | Carlos Reutemann  | 12     | 27'01.470 | 121.01                  | + 3.690           | 2'13.900                  | 122.115                  | 9                 |
| 4º   | 3   | Keke Rosberg      | 12     | 27'01.980 | 120.972                 | + 4.200           | 2'13.150                  | 122.802                  | 9                 |
| 5º   | 9   | John Watson       | 12     | 27'02.250 | 120.952                 | + 4.470           | 2'13.200                  | 122.756                  | 9                 |
| 6º   | 16  | Denny Hulme       | 12     | 27'04.130 | 120.812                 | + 6.350           | 2'13.820                  | 122.188                  | 10                |
| 7º   | 19  | Jody Scheckter    | 12     | 27'04.900 | 120.754                 | + 7.120           | 2'12.500                  | 123.405                  | 11                |
| 8º   | 2   | Jack Brabham      | 12     | 27'11.250 | 120.284                 | + 13.470          | 2'13.240                  | 122.719                  | 12                |
| 9º   | 12  | Klaus Ludwig      | 12     | 27'16.270 | 119.915                 | + 18.490          | 2'14.360                  | 121.696                  | 12                |
| 10º  | 15  | James Hunt        | 12     | 27'17.460 | 119.828                 | + 19.680          | 2'13.690                  | 122.306                  | 12                |
| 11º  | 17  | John Surtees      | 12     | 27'23.170 | 119.412                 | + 25.390          | 2'14.620                  | 121.461                  | 2                 |
| 12º  | 14  | Phil Hill         | 12     | 27'29.840 | 118.929                 | + 32.060          | 2'14.510                  | 121.561                  | 10                |
| 13º  | 6   | Manfred Schurti   | 12     | 27'34.780 | 118.574                 | + 37.000          | 2'16.410                  | 119.868                  | 2                 |
| 14º  | 1   | Sir Stirling Moss | 12     | 27'35.430 | 118.527                 | + 37.650          | 2'15.700                  | 120.495                  | 2                 |
| 15º  | 5   | Alain Prost       | 12     | 27'37.120 | 118.406                 | + 39.340          | 2'13.470                  | 122.508                  | 9                 |
| 16º  | 21  | Udo Schütz        | 12     | 27'45.910 | 117.782                 | + 48.130          | 2'17.030                  | 119.325                  | 11                |
| 17º  | 7   | Jacques Laffite   | 12     | 27'48.890 | 117.571                 | + 51.110          | 2'16.160                  | 120.088                  | 12                |
| 18º  | 8   | Hans Herrmann     | 12     | 28'34.880 | 114.418                 | + 1'37.100        | 2'20.720                  | 116.196                  | 4                 |
| 19º  | 20  | Elio De Angelis   | 10     | 27'14.080 | 100.063                 | + 2 Voltas        | 2'13.790                  | 122.215                  | 9                 |
| DNF  | 10  | Alan Jones        | 3      | 7'07.160  | 114.836                 | + 9 Voltas        | 2'14.720                  | 121.371                  | 2                 |

## Leitura complementar
Artigo em Revista
- Revista Quatro Rodas - Ayrton Senna, o Campeão dos Campeões - Ed. 287, Junho de 1984, Por Jader de Oliveira - Pgs. 152-153